# ألان ستريت
ألان ستريت (بالإنجليزية: Alan Street)‏ هو متزلج فني بريطاني، ولد في 17 أبريل 1982 في برادفورد في المملكة المتحدة.

## وصلات خارجية
- ألان ستريت على موقع الاتحاد الدولي للتزلج (الإنجليزية)